# Bergsviken
Bergsviken est une localité de la commune de Piteå dans le comté de Norrbotten en Suède.
Sa population était de 2313 habitants en 2019.